# Platthof (Tanas)

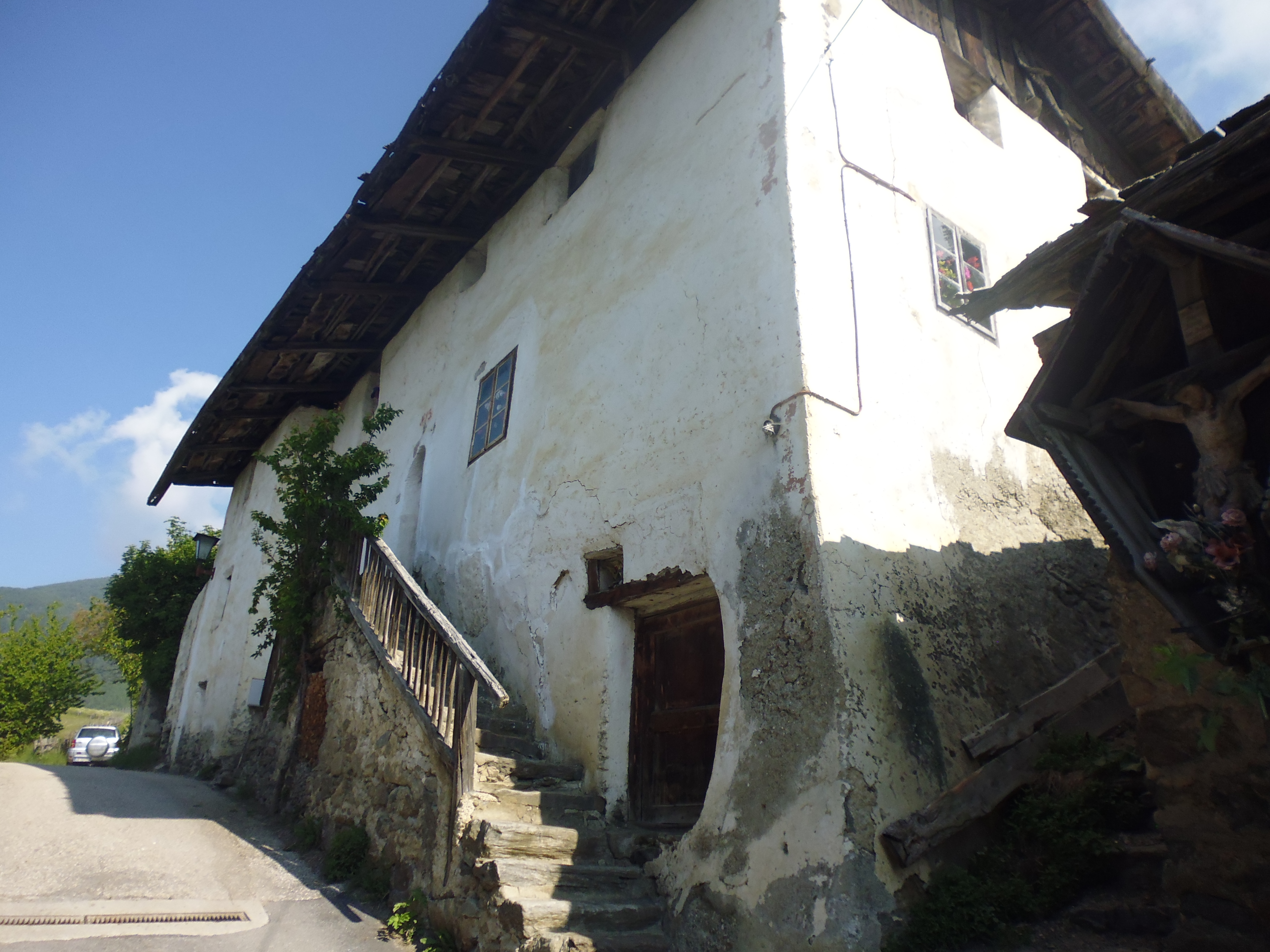
Platthof in Tanas

Der Platthof (auch „beim Steffler“ genannt) befindet sich in der Fraktion Tanas der Gemeinde Laas im Vinschgau in Südtirol. 
Der Hof steht auf einer riesigen Steinplatte (daher auch der Name) und liegt am Weg zur Herz-Jesu-Kirche. Er führt die Hausnummer 20 und besteht aus dem Wohnhaus, Stall und Stadl.
Der Bau wird vom Denkmalamt in Bozen ohne Einschränkungen als spätgotisch eingestuft. Über Um- oder Anbauten ist bisher nichts bekannt. Das Wohnhaus verfügt über eine doppelarmige Freitreppe, eine gewölbte Küche und eine Stube mit Unterzugsbalken. Im Obergeschoss finden sich Türen mit Eselsrücken.
Eine erste urkundliche Erwähnung datiert aus dem Jahre 1505. Ein Kaufvertrag vom 17. Mai 1849 weist einen Alois Telser als neuen Besitzer des Hofes aus, allerdings war wohl bereits ein anderer Teil der Familie im Besitz des Hofes, da eine Inschrift am Stadl auf: „1682 Peter Telser und Marian Rasin“ verweist. Zum Hof gehörte zu dieser Zeit auch das Langau-Lehen. 
Er wird bis heute von den Nachfahren der Telser bewirtschaftet.
Im Jahre 1940 gehörten zum Hof:
- der Trögeracker, Dorfacker, Ganeinacker, Runggacker, Möslacker, Praglacker, Mutmalacker und der Putzacker
- die Pfaschwiese, Brügglwiese, Mitterwiese, Möslwiese, Gunggwiese, Spätwiese, Taflwiese und die Psurenwiese
- das Eyrsermoos, Sebblingsmoos und das Laasermoos
- zwei Hausgärten und ein Hausanger, der mit Obstbäumen bepflanzt war.

Seit dem 12. Mai 1981 ist das Gebäude unter Denkmalschutz gestellt.